# Щербина Данило Никифорович
Щербина Данило Никифорович (1891–1943) — український бандурист.

## Життєпис
Народився у Наддніпрянщині, співробітник СВУ в таборах полонених в Австрії та Німеччині. Популяризував українську історичну пісню. Концертував переважно по селах Галичини. Виступав також на концертах у Варшаві, Львові, Бересті Литовському та інших містах і гостинно на Холмщині із В. Авраменком (1923) а також у Франції.
Був ад'ютантом отамана Петлюри. Заарештований і засуджений у процесі Ю. Тютюнника. Придворним кобзарем у Гетьмана Скоропадського. Інтернований в Калуші, Польщі. В таборі  в Німечеині записано було 20 творів  - пісень в супроводі бандури які зберігаються в Берліні в архіві. Концертував по Німеччині та Франції. Повернувся в Україну після проголошення амністії.
Арештовано 9 квітня 1931 року за причетність до «контрреволюційної організації, яка ставила своєю метою насильне повалення радянської влади збройним шляхом». Проходив по статті 54-11 КК УСРР. Постановою ДПУ УСРР від 15 жовтня 1931 року вирок скасовано «за недостатньою кількістю доказів». Є відомості про подальші арешти. Засланий до Сибіру. Повернувшись із Сибіру, боровся з німецькими окупантами і загинув, убитий німцями 1943 року. [1]